# Richard H. Wilkinson
Pour les articles homonymes, voir Wilkinson.
Richard H. Wilkinson est un égyptologue, directeur de l'University of Arizona Egyptian expedition, projets archéologiques dans la vallée des rois. 
Depuis 1988, il enseigne à l'université d'Arizona l'archéologie et la culture de l'Égypte antique.
Il édite le Annual Directory of North American Egyptologists, répertoire des égyptologues nord-américains.

## Publications
- A Hieroglyphic Guide to Ancient Egyptian Painting and Sculpture, (1992),
- Symbol and Magic in Egyptian Art, (1994),
- Valley of the Sun Kings: New Explorations in the Tombs of the Pharaohs, (1995),
- The Complete Valley of the Kings (1996),
- The Complete Temples of Egypt, (2000),
- The Complete Gods and Goddesses of Ancient Egypt, (2003).